# Освітній портал
«Освітній портал» (www.op.ua) — вебсайт, присвячений освіті в Україні й за кордоном. Підтримується ТОВ «Освітній портал», який є власником торгової марки «Освітній портал». Заснований в 2003 р.
Добова кількість відвідувачів у робочі дні (січень 2013 р.) близько 14 000 унікальних користувачів, з них 91 % з України[джерело?].
Інформаційна політика сайту спрямована на якісне та оперативне інформування аудиторії щодо процесів і подій які відбуваються в освітній сфері, на розкриття змісту навчального процесу. На сторінках сайту публікуються доробки педагогів, науковців, авторські статті, щоденно додаються новини галузі, анонси виставок та конференцій, щорічно публікуються українські та міжнародні рейтинги вищих навчальних закладів.

## Структура
Структурними підрозділами сайту є:
- Довідник ВНЗ України
- Освіта за кордоном
- Навчальні курси
- Бізнес-освіта (МВА)
- Дистанційна освіта
- Законодавство галузі
- Зовнішнє незалежне оцінювання
- Профорієнтація
- Середня освіта
- Абітурієнту
- Студенту
- Робота освітянам та молоді
- Електронна бібліотека
- Події освіти й науки України
- Законодавство

Додатково:
- Можливість отримання юридичної консультації
- Можливість отримання консультації з питань освіти за кордоном